# Meshrano Jirga
Het Meshrano Jirga (Huis van de Ouderen) is volgens de grondwet van 2002 het hogerhuis of de Eerste Kamer van het parlement van de Islamitische Republiek Afghanistan, de Shoray-e-Milli (het lagerhuis of de Tweede Kamer wordt gevormd door de Wolesi Jirga).
De Meshrano Jirga is samengesteld uit benoemde en gekozen leden (totaal zijn er 102 zetels). 68 leden worden benoemd door de 34 direct gekozen Provinciale Raden, en 34 worden er benoemd door het staatshoofd, van wie er volgens de grondwet 17 vrouw moeten zijn.